# Marthantia stelligera
Marthantia stelligera är en fjärilsart som beskrevs av William Schaus 1923. Marthantia stelligera ingår i släktet Marthantia och familjen tandspinnare. Inga underarter finns listade i Catalogue of Life.